# Amazona versicolor
Amazona versicolor là một loài chim trong họ Psittacidae.
Đây là loài đặc hữu của Saint Lucia và là loài chim quốc gia của đất nước này.
Môi trường sống tự nhiên của nó là rừng núi ẩm nhiệt đới hoặc cận nhiệt đới. Nó bị đe dọa do mất môi trường sống. Loài này đã giảm từ khoảng 1000 cá thể chim trong những năm 1950 xuống còn 150 con vào cuối những năm 1970. Vào thời điểm đó, một chương trình bảo tồn đã bắt đầu cứu các loài, trong đó mạ kẽm hỗ trợ phổ biến để cứu loài này và đến năm 1990, loài này đã tăng lên 300 con. [2] Mặc dù dân số ở Saint Lucia nhỏ nhưng loài chim này vẫn đang mở rộng.